# HZK
Die HZK  (ursprünglich Hamburgische Zimmererkrankenkasse, später HZK – Krankenkasse für Bau- und Holzberufe) war eine deutsche Krankenkasse im Arbeiter-Ersatzkassen-Verband (AEV) und gehörte zur Gesetzlichen Krankenversicherung. Am 1. Juli 2008 fusionierte sie mit der Gmünder Ersatzkasse. Zuletzt betreute die HZK 96.500 Versicherte an 15 Standorten. Die Hauptverwaltung befand sich in Hamburg.

## Geschichte

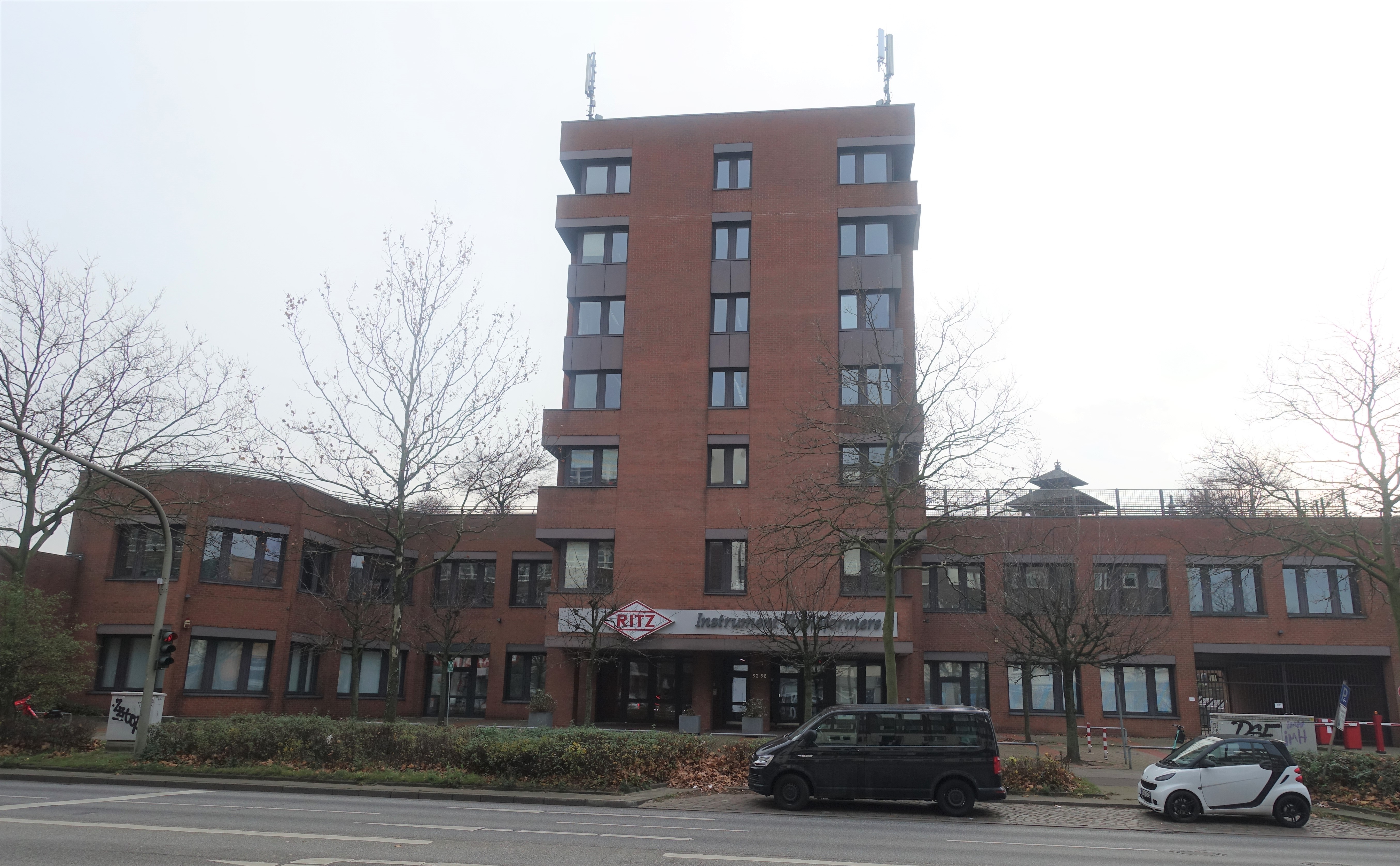
Gebäude der ehemaligen Zentrale der HZK in Hamburg Wandsbeker Zollstraße

1877 wird die Zentral-Kranken- und Sterbekasse der Zimmerer in Hamburg gegründet. Dem Prinzip der solidarischen Selbsthilfe folgend unterstützen sich die Mitglieder dieser berufsständischen Selbsthilfeeinrichtung gegenseitig bei Krankheit und Invalidität. Dieser Zusammenschluss erfolgte bereits bevor Kaiser Wilhelm I. 1881 Fragen der sozialen Absicherung zur Staatsangelegenheit machte. 1908 erhielten die Dachdecker das Beitrittsrecht.
Am 1. Januar 1914 tritt die Reichsversicherungsordnung (RVO) für den Bereich der Krankenversicherung in Kraft und Die Zimmererkasse wird als Ersatzkasse zugelassen. Durch die Inflation von 1923 wurde die Finanzlage der Zimmererkrankenkasse mit 40 ehrenamtlichen Verwaltungsstellen prekär. Nach einem Aufschwung Mitte der 1920er Jahre mit beträchtlichem Mitgliederzuwachs folgt ein weiteres Tief während der Weltwirtschaftskrise von 1929 bis 1933. Die Selbstverwaltung der Zimmererkasse wurde 1933 abgeschafft und durch ein autoritäres System ersetzt. Mit Wirkung vom 1. Januar 1936 werden der Zimmererkrankenkasse die versicherungspflichtigen Mitglieder der Buchbinderkrankenkasse in Leipzig übertragen. Der Personenkreis erweitert sich um die Berufszweige der Buchbinder, Feintäschner und Kartonagenarbeiter. Gleichzeitig ändert die Zentral-, Kranken- und Sterbekasse der Zimmerer ihren Namen in „Hamburgische Zimmererkrankenkasse für das Deutsche Reich von 1877 und Krankenkasse für Buchbinder und Feintäschner“.
Beim ersten Großangriff auf Hamburg in der Nacht zum 24. Juli 1943 wird die Hauptverwaltung der HZK in der Hamburger Straße zerstört.
1945 erfolgte eine Erfassung des noch vorhandenen Mitgliederbestandes in den drei Westzonen und etwa die Hälfte der verbliebenen Mitglieder geht durch die Auflösung der Ersatzkassen in der sowjetischen Besatzungszone verloren. Im Jahr 1953 erhält die HZK per Gesetz ihre Selbstverwaltung zurück. Die erste Vertreterversammlung der HZK besteht aus 10 Mitgliedern, der Vorstand aus drei. Die Hauptverwaltung bezieht neue Räume in der Schäferkampsallee.
Eine erste Ausgabe der HZK-Mitgliederzeitschrift „Unter einem Dach“ erscheint 1959. Die Hauptverwaltung zieht 1965 in die Eiffestraße um. Das Beitragswesen wird in der Hauptverwaltung zentralisiert.
Bei der HZK beginnt 1968 die elektronische Datenverarbeitung. Die ehrenamtlichen Verwaltungsstellen werden aufgelöst und durch hauptamtliche Geschäftsstellen ersetzt. Die Hauptverwaltung der HZK baut 1981 ein eigenes Verwaltungsgebäude, das 1981 bezogen wird.
Die HZK war 1989 drittgrößte Arbeiter-Berufskrankenkasse der Bundesrepublik. Die HZK wird nach dem Beitritt der DDR 1991 in eine Kasse Ost und eine Kasse West mit getrennten Haushalten aufgeteilt. In den neuen Bundesländern werden Geschäftsstellen eröffnet.
Die „Pflegekasse bei der HZK“ nimmt 1995 ihre Arbeit auf. Zum 1. Januar ändert die HZK ihren Namen in „HZK-Krankenkasse für Bau- und Holzberufe“. 1996 öffnete sich die Kasse für alle. Als Folge des Gesundheitsstrukturgesetzes verschmelzen in der Selbstverwaltung Vorstand und Vertreterversammlung zum Verwaltungsrat. Die Geschäftsführung wird zum hauptamtlichen Vorstand, der für jeweils sechs Jahre gewählt wird.
1997 zählt die HZK rund 98.000 Mitglieder und 45.000 Familienversicherte, 1999 waren es 135.000 Versicherte. 2000 gerät die HZK in finanzielle Schwierigkeiten und es erfolgte ein Wechsel im Management.
Zum 1. Juli 2008 fusionierten die Gmünder Ersatzkasse (GEK) und die HZK. Letzter Vorstandsvorsitzender war Berndt Krause. Bei der „neuen“ GEK waren zu diesem Zeitpunkt insgesamt 1,7 Millionen Menschen versichert.